# Riichirō Inagaki
稲垣 理一郎
Œuvres principales
- Eyeshield 21 (2002 – 2009)
- Dr. Stone (2017 – 2022)
- Trillion Game (2020 – En cours)

Riichirō Inagaki (稲垣 理一郎, Inagaki Riichirō), né le 20 juin 1976  à Tokyo, Japon, est un mangaka,. Il est principalement connu pour avoir scénarisé le manga Eyeshield 21 en collaboration avec le dessinateur Yusuke Murata, ainsi que Dr. Stone en collaboration avec le dessinateur Boichi et plus récemment Trillion Game en collaboration avec le dessinateur Ryōichi Ikegami,.
Dans une interview pour le Weekly Shonen Jump, il a avoué ne pas connaître énormément le football américain pratiqué au lycée, mais qu'il était un fan de la NFL. Il a dit être fan des Rams de Saint-Louis et surtout de Marshall Faulk qu'il cite comme ayant été une source d'inspiration pour son personnage Sena Kobayakawa.

Pendant toute son enfance, il a toujours été interessé par la science, et a avoué s'être inspiré de lui-même enfant pour créer le personnage principal de Dr. Stone.

## Œuvres
- Nandodemo Roku Gatsu Jū San Hi (何度でも6月13日?, lit. "N'importe quel nombre de fois le 13 juin") (2001)
- Square Freeze (スクウェアフリーズ, Sukuea Furīzu?) (2001)
- Love Love Santa (LOVE LOVE サンタ?) (2002)
- Eyeshield 21 (アイシールド21, Aishīrudo Nijūichi?) (one-shot avec Yusuke Murata ; 2002)
- Eyeshield 21 (série avec Yusuke Murata ; 2002–2009)
- Kiba&Kiba (avec Bonjae ; 2010)
- Shinpai Kato No Face (心配怪盗 NO FACE?) (avec Katsunori Matsui ; 2011)
- Alpha Centauri Dōbutsuen (αケンタウリ動物園?, lit. "Zoo Alpha Centauri") (avec Katsunori Matsui ; 2014)
- Kobushi Zamurai (こぶしざむらい?) (avec Ryōichi Ikegami ; 2015)
- Dr. Stone (avec Boichi ; 2017–2022)
- Trillion Game (トリリオンゲーム, Toririon Gēmu?) (avec Ryōichi Ikegami ; 2020 – En cours)